# Borislav Kostić
Borislav (Boris, Bora) Kostić, cyr. Борислав Костић (ur. 24 lutego 1887 we Vršacu, zm. 3 listopada 1963 w Belgradzie) – serbski szachista, arcymistrz od 1950 roku.

## Kariera szachowa

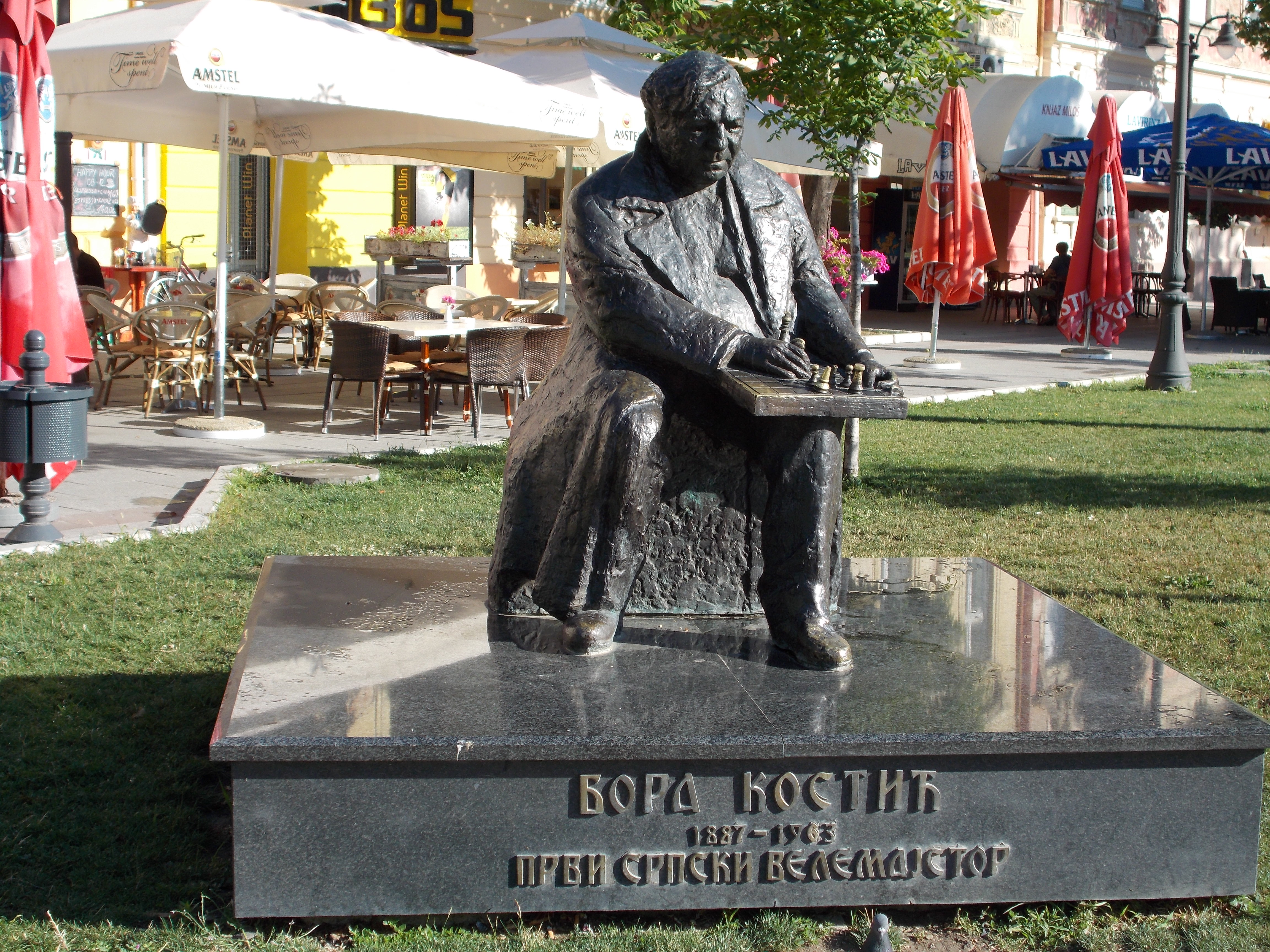
Nagrobek Borislava Kosticia

Grę w szachy poznał w wieku 10 lat. Pierwszy sukces w turnieju międzynarodowym odniósł w roku 1909, zwyciężając w Budapeszcie. Dwa lata później pokonał w meczu Franka Marshalla, czołowego wówczas zawodnika świata. Lata I wojny światowej spędził w krajach Ameryki Północnej i Południowej, występując w turniejach (m.in. 1918 Nowy Jork - II m. za Jose Raulem Capablanką, 1918 Chicago - I m.) oraz rozgrywając mecze (m.in. dwukrotnie z Capablanką, 1915 w Buenos Aires i 1919 w Hawanie, oba spotkania wysoko przegrywając). Po powrocie do Europy wystąpił w wielu turniejach, sukcesy odnosząc m.in. w Londynie (1920, II m.), Budapeszcie (1920, dz. III m.), Trenczyńskich Cieplicach (1928, I m.), Hastings (1921/22, I m.), Berlinie (1928, dz. III m.), Lublanie (1938, I m.) i Zagrzebiu (1939, dz. III m.). W roku 1935 zwyciężył (wraz z Vasją Pircem) w pierwszych indywidualnych mistrzostwach Jugosławii. W latach 1927, 1931, 1935 i 1937 reprezentował barwy tego kraju na szachowych olimpiadach, rozgrywając 64 partie, w których zdobył 37½ pkt.
W czasie II wojny światowej przez pewien czas przetrzymywany był w obozie koncentracyjnym w Zrenjaninie. Po wojnie wystąpił w kilku finałach mistrzostw Jugosławii, pod koniec życia triumfował również w turnieju weteranów, rozegranym w Zurychu (1962).
Od roku 1964 we Vršacu rozgrywany jest międzynarodowy turniej szachowy poświęcony pamięci Borislava Kosticia.